# Sierra Madre de Chiapas

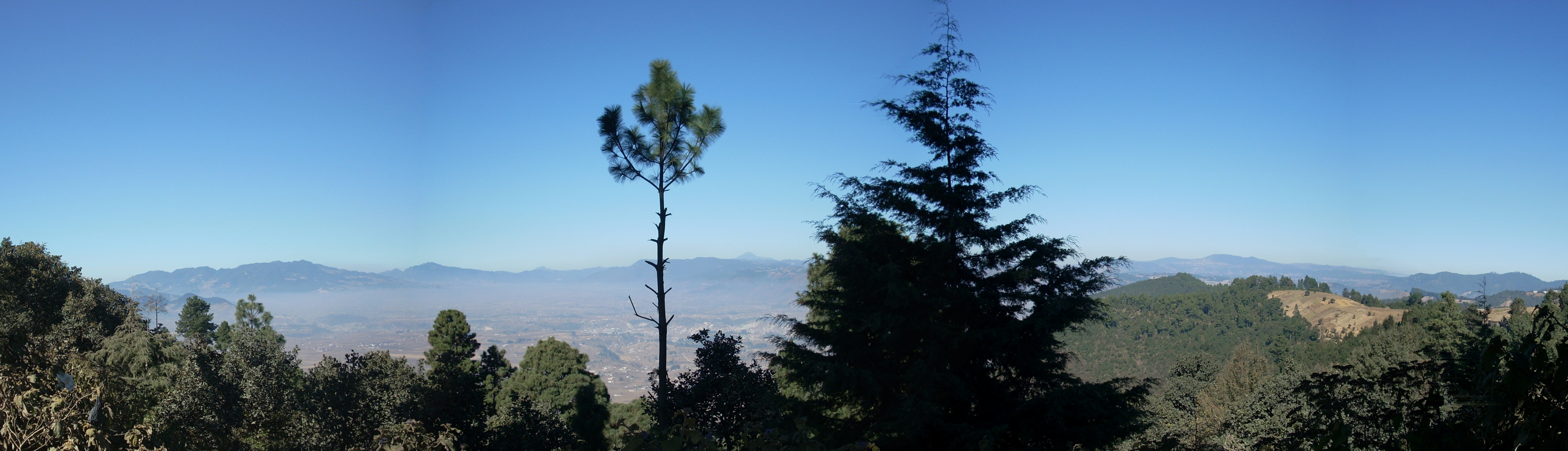
Sierra Madre beim guatemaltekischen Quetzaltenango-Tal

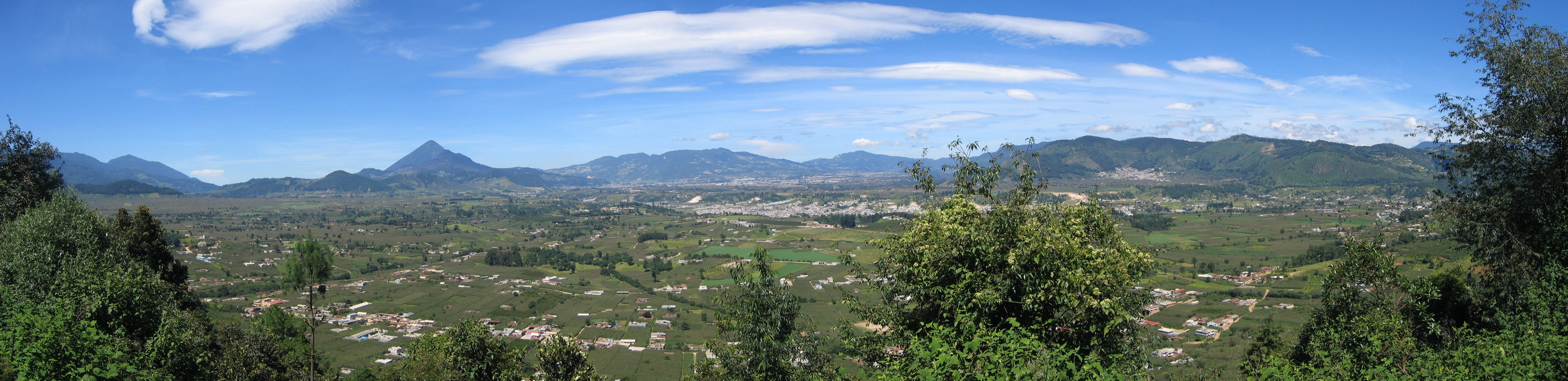
Sierra Madre in Guatemala

Im engeren Sinne wird als Sierra Madre de Chiapas (auch: Sierra Madre de Soconusco) ein etwa 300 km langer Gebirgszug im Bundesstaat Chiapas im Südosten Mexikos bezeichnet. Er schließt sich östlich an den Isthmus von Tehuantepec an und verläuft bis zur Grenze von Guatemala. 
Im weiteren Sinne wird der gesamte, sich nach Südosten fortsetzende, über 1100 km ausgedehnte Hochlandblock über die Länder Guatemala, Belize, El Salvador, Honduras und Nicaragua bis zum Cocibolca-See zur Sierra Madre de Chiapas gerechnet. Außerhalb Mexikos wird häufig nur die allgemeine Bezeichnung Sierra Madre („Mutter-Gebirgskette“) verwendet oder die Namen der regionalen Gebirgsketten.

## Geographie
Die Sierra Madre de Chiapas ist ein Teil der vulkanisch geprägten Bergketten (Kordilleren) im Westen des amerikanischen Doppelkontinents und erreicht Höhen von über 3000 m, stellenweise sogar von über 4000 m (Vulkane Tacaná und Tajumulco). Das Gebirge trennt die Einzugsgebiete des Río Mezcalapa, einem Nebenfluss des in die Bahía de Campeche mündenden Río Grijalva, von denen der in den Pazifischen Ozean mündenden Küstenflüsse (Río Suchiate u. a.), deren Länge 50 km kaum überschreitet.
Die Sierra Madre südlich von Mexiko kann wie folgt untergliedert werden:
- Guatemala: die Küstenkette der Sierra Madre de Chiapas mit den höchsten Bergen Tajumulco, Tacaná und Acatenango. Des Weiteren: Montañas Peña Blanca, Sierra de los Cuchumatanes, Sierra de Chama, Sierra de Chuacús, Sierra de las Minas, Sierra de Santa Cruz
- Belize: Maya Mountains
- Honduras: Sierra del Merendón, Sierra de Puca-Opalaca, Montanas de Comayagua, Montanas de la Flor, Cordillera Nombre de Dios, Sierra la Esperanza, Sierra Rio Tinto, Montana Punta de Piedra, Sierra de Agalta, Montanas del Patuca, Cordillera dipilto y jalapa
- Nicaragua: Cordillera Isabelia, Cordillera Dariense, Cordillera Chontalena

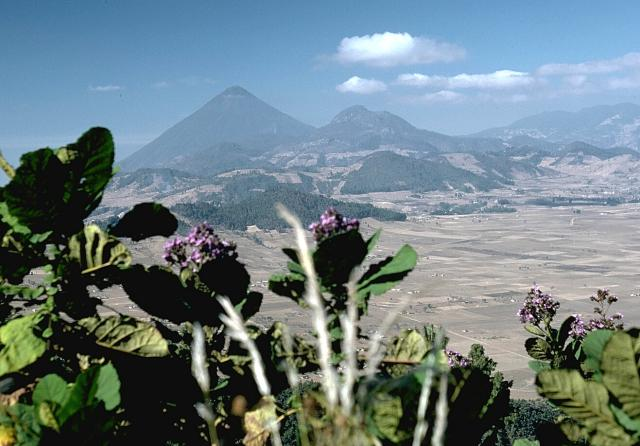
Vulkan Santa María bei Almolonga (Guatemala)

## Bevölkerung
Die Bevölkerung der Sierra Madre de Chiapas besteht aus verschiedenen Maya-Stämmen, von denen die Quiché und die Mam die zahlreichsten und bedeutendsten sind (siehe auch Maya-Sprachen).

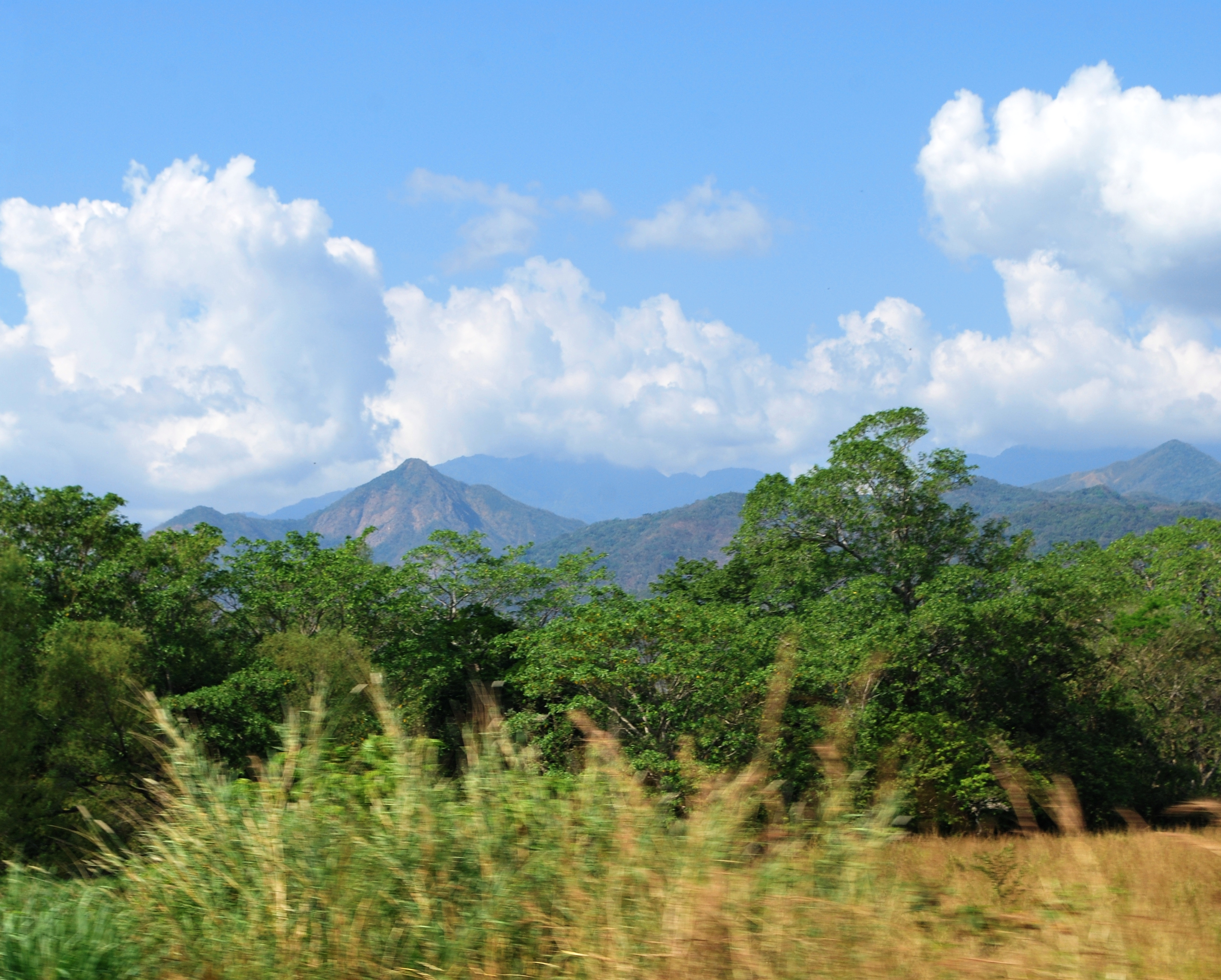
Sierra Madre bei Huixtla, Soconusco (Chiapas), Mexiko

## Geschichte
Um 1400 kam das Gebiet unter aztekische Kontrolle; aus dieser Zeit stammen auch die vielen Landschaftsbezeichnungen und Ortsnamen in der Nahuatl-Sprache. In den Jahren 1523/4 wurde das Gebiet von den spanischen Conquistadoren unter der Führung Pedro de Alvarados erobert.

## Wirtschaft
Beliebte Handelsartikel in der vorkolonialen Zeit waren Kakao, Vogelfedern und echte Baumwolle (Kapok). Heute wird in Höhenlagen bis etwa 1000 Meter Kaffee angebaut.

## Sehenswürdigkeiten
Abgesehen von vielen landschaftlichen Schönheiten und einer vielfältigen Fauna und Flora bietet die Sierra Madre de Chiapas mit der archäologischen Zone von Izapa einen der wichtigsten präkolumbischen Fundorte im südlichen Mexiko. Im Hochland von Guatemala sind die späten Maya-Stätten Iximché, Q'umarkaj und Mixco Viejo zu erwähnen.